# ホスト環境
ホスト環境（ホストかんきょう）は、以下に挙げるように、英語によるいくつかの原語と意味を持つコンピュータ関連用語である。
- host environment
- hosted environment
- hosting environment

それぞれニュアンスおよび原義は異なるが、日本語では区別せず同一の「ホスト環境」という外来語カナ表記が定訳として割り当てられてしまっていることもある。

## host environment
ハードウェア仮想化において、仮想化ソフトウェアが組み込まれるコンピュータの環境。その特性として、CPUの種類（32ビット/64ビット、仮想化支援機構の有無など）、メモリやストレージのサイズ、オペレーティングシステムなどが挙げられる。対義語はゲスト環境。
ホスト環境にインストールされ、仮想マシンのプログラム自体を動かすために使われるオペレーティングシステムをホストOSと呼ぶ。ホスト環境上で動作する仮想マシン（ゲスト環境）にインストールされたオペレーティングシステムをゲストOSと呼ぶ。
そのほか、X Window Systemでは、Xサーバーのためのリソースを提供するシステムのことをホストと呼ぶことがある。

## hosted environment
C言語およびC++のプログラム実行環境の一種である。国際標準化機構による規格ISO/IEC 9899およびISO/IEC 14882で規定されており、ISO/IEC 9899:1999およびISO/IEC 14882:2003に相当する日本工業規格（現：日本産業規格）のJIS X 3010:2003およびJIS X 3014:2003では「ホスト環境」と訳されている。
C/C++におけるホスト環境とは、オペレーティングシステムの制御下でプログラムが実行されるシステムを指す。対義語はフリースタンディング環境で、C/C++の規定を満たすオペレーティングシステムの制御を受けることなくプログラムを実行するシステムを指す。フリースタンディング環境ではプログラムエントリポイントがmain関数でなくてよい、対応するライブラリが少なくてよいなど、小規模なオペレーティングシステムに向いた仕様であるため、フリースタンディング環境に対応したオペレーティングシステムもあることに留意が必要である。
実行環境を指定しない場合は、セルフ開発の場合には、ホスト環境を既定値にしている。組み込みシステムでは、ホスト環境のような大掛かりなシステムでない場合には、フリースタンディング環境を対象にすることがある。

## hosting environment
WebサイトやWebサービスを構築してネットワークに公開するためのファイルなどを展開する環境のことである。Webホスティング環境とも呼ばれる。オンプレミスサーバーを用いることもあれば、クラウドを用いることもある。